# DWS Amsterdam
Maillots
Le DWS Amsterdam est un club de football néerlandais basé à Amsterdam et fondé le 11 octobre 1907. 
Originaire du quartier de Spaarndammerbuurt, dans l'ouest de la ville, il s'agit d'un club aux origines ouvrières. Il devient professionnel en 1954, est sacré champion des Pays-Bas en 1964, puis fusionne en 1972 avec Blauw-Wit et De Volewijckers pour former le FC Amsterdam.
Aujourd'hui le club est un club de football amateur évoluant dans les divisions inférieures du football néerlandais.

## Histoire

### Premières années
Le club est fondé le 11 octobre 1907 dans le quartier de Spaarndammerbuurt, un quartier où l'essentiel des habitants travaille dans le port d'Amsterdam.
De 1908 à 1911, le club est membre de la Amsterdamsche Volks Voetbalbond. La pilarisation de la société néerlandaise est encore forte et cette fédération, qui est l'une des fédérations gérant le football local à Amsterdam, est proche du Parti social-démocrate des ouvriers. En 1911 le club rejoint la Amsterdamsche Voetbalbond, qui est la fédération « neutre » et le passage obligé pour pouvoir prendre part par la suite aux championnats organisés par la NVB. DWS obtient sa promotion dans la 3e Klasse du championnat national de la NVB en 1914. 

### Premiers succès nationaux
DWS commence à jouer en 1e Klasse lors de la saison 1934-1935, saison au cours de laquelle le club est sacré champion de son district, se qualifiant alors pour la Kampioenscompetitie. Mais DWS finit bon dernier de celle-ci.
Le club remporte à nouveau le titre de district en 1938 et 1939, sans parvenir encore une fois à être sacré champion national ensuite.

### Après guerre
Club de travailleurs et ayant un rôle d'outsider, contrairement à l'Ajax, DWS est un des clubs d'Amsterdam les plus populaires à travers le pays après la Seconde Guerre mondiale. Dans les années 1950, le club organise diverses collectes pour soutenir les populations les plus précaires des quartiers ouest d'Amsterdam. Cet engagement vaut au club d'être surnommé Door Werklozen Sterk, « Plus fort par les chômeurs ».
Le club adopte le statut professionnel en 1954 lorsque la KNVB autorise le professionnalisme. À l'issue de la saison 1957-1958, passé en 2e division, DWS fusionne avec le BVC Amsterdam un club originaire de la NBVB qui avait rejoint le championnat unifié en novembre 1954. Comme ce dernier évolue en Eredivisie, DWS obtient sa promotion en Eredivisie.
La saison 1961-1962 acte la relégation du club en Eerste Divisie. Mais DWS est sacré champion de ce championnat la saison suivante, en 1963, et est de nouveau promu en Eredivisie. L'équipe est renforcée par l'achat de Frans Geurtsen à Velox pour 80 000 florins. Ce recrutement s'avère judicieux puisque le joueur va finir meilleur buteur du championnat et grandement participer au titre, puisque DWS remporte le championnat des Pays-Bas en 1964.
DWS devient ensuite la première équipe totalement professionnelle, jusqu'à présent les clubs fonctionnaient essentiellement sur un système semi-professionnel depuis 1954.
La saison suivante les quarts de finale de la Coupe des champions 1964-1965.
Lors de la Coupes des villes de foires 1968-1969, le club se hisse en huitième de finale où il est éliminé par les Glasgow Rangers. 

### Fusion et amateurisme
En 1972, le club fusionne avec le Blauw-Wit et De Volewijckers pour former le FC Amsterdam, qui disparaît en 1982
DWS continue alors à évoluer dans les divisions amateures inférieures.

## Palmarès
- Championnat des Pays-Bas :
  - Champion en 1964
  - Vice-champion en 1965

- Championnat des Pays-Bas de deuxième division : 
  - Champion en 1963

## Joueurs emblématiques
Lors de la saison 1963-1964, qui voit le club remporter le seul titre majeur de son histoire, l'équipe est composée de Jan Jongbloed aux cages ; Frits Flinkevleugel, Rinus Israel, Daan Schrijvers et André Pijlman en défense ; Joop Burgers, Jos Vonhof au milieu de terrain ; et en attaque de Frans Geurtsen, Henk Wery, Huub Lenz, Mos Temming, Dick Hollander.
La vente de Rinus Israel à Feyenoord est un record à l'époque. Le club de Rotterdam paye 450 000 florins pour s'attacher ses services.
Ruud Gullit, Robert Rensenbrink et Frank Rijkaard ont joué au club.

## Nom et couleurs
Le club s'appelle officiellement AFC DWS, ce qui est l’abréviation de Amsterdamsche Football Club “Door Wilskracht Sterk”, ce qui signifie « Fort par la volonté ». Le club adopte ce nom le 22 mars 1909. Il s'appelle successivement, lors de ses deux premières d'existence, Fortuna puis Hercules.
Les premières tenues du club sont vertes et blanches, en référence à la ligne 5 du tramway d'Amsterdam. Le club joue ensuite avec un maillot aux couleurs rouge et jaune, en rapport au lampadaire devant le poste de police local. DWS adopte ses couleurs définitive lorsqu'il prend le nom de DWS en 1909.

## Autres sections
Si le club est avant tout un club de football, il est créé une section de baseball en 1935 qui existe jusqu'en 1954. L'athlétisme est pratiqué un an au sein du club en 1935. Une section de handball féminin est créée en 1946.